# Кайк, Рупперт Рудольфович
Рупперт Рудольфович Кайк — советский хозяйственный, государственный и политический деятель, Герой Социалистического Труда.

## Биография
Родился в 1926 году в Ляэне-Вирумаа. Член КПСС.
Участник Великой Отечественной войны. С 1951 года — на хозяйственной, общественной и политической работе. В 1951—1986 гг. — слесарь паровозного депо, помощник машиниста, машинист, машинист-инструктор локомотивного депо Таллин Эстонского отделения Прибалтийской железной дороги.
Указом Президиума Верховного Совета СССР от 1 октября 1965 года присвоено звание Героя Социалистического Труда с вручением ордена Ленина и золотой медали «Серп и Молот».
Избирался депутатом Верховного Совета СССР 8-го (доизбран) и 9-го созывов.
Умер в Таллинне в 2013 году.